# Jao Süe-jin
Jao Süe-jin (čínsky 姚雪垠; pinyin: Yáo Xuěyín; 10. října 1910 Dengzhou – 29. dubna 1999 Peking) byl čínský spisovatel. Narodil se do rolnické rodiny v provincii Henan. Ve 30. letech začal publikovat své příběhy v novinách a literárních časopisech. Většina jeho děl se týká strastiplného života rolníků během války a sporů v zemi.
Jeho nejznámější dílo se jmenuje Li Zicheng (The Legend of Li Zicheng). Jde o historický román, který mu trvalo dokončil více než 30 let. První díl byl publikován v roce 1963 a poslední dva díly v roce 1999 po autorově smrti. Román je o vzestupu a pádu rolnického povstání vedeného Li C’-čchengem (1606–1645) na konci dynastie Ming (1368–1644). Autor vykresluje soucitný obraz rebelského vůdce a také zkoumá příčiny Liových úspěchů a neúspěchů.
Názory na čínskou historii, jaké kniha zastává, jsou zřetelně v souladu s ideologickými interpretacemi Komunistické strany Číny. Mao Ce-tung velice toto jeho dílo chválil a nařídil Jaovu ochranu v době Kulturní revoluce, kdy byl na autora vyvíjen politický nátlak.
Jao zanechal významný odkaz v moderní čínské literatuře co se týká vývoje žánru historického románu. Na oslavu tohoto přínosu vytvořil čínský ministr kultury Yao Xueyin Historical Novel Prize (Jao Süe-jinovu cenu za historický román) v roce 2003, čtyři roky po jeho smrti. 